# Danio

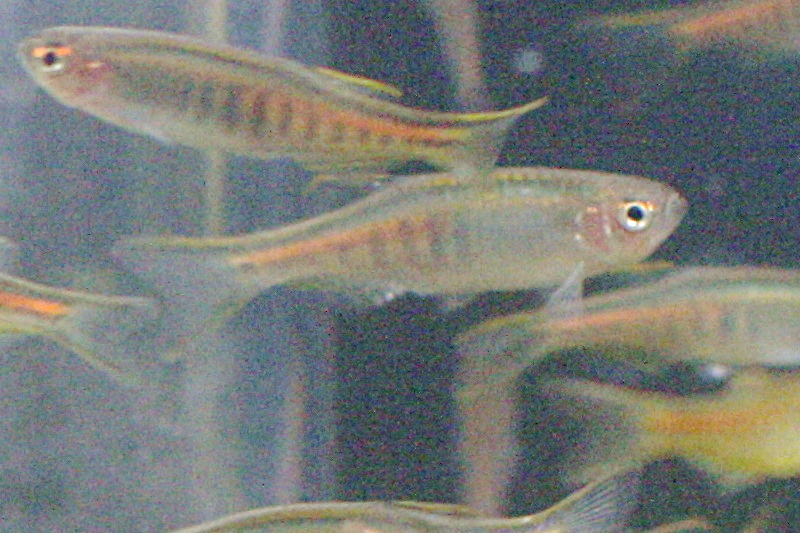
Danio choprai

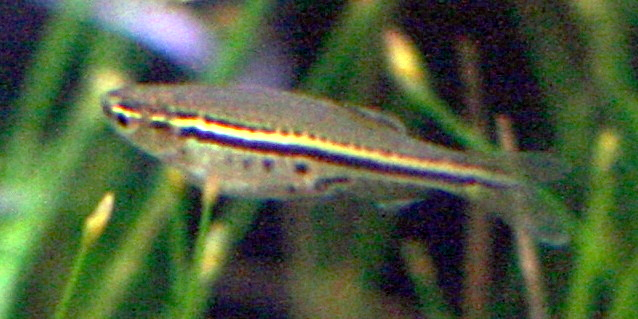
Danio nigrofasciatus

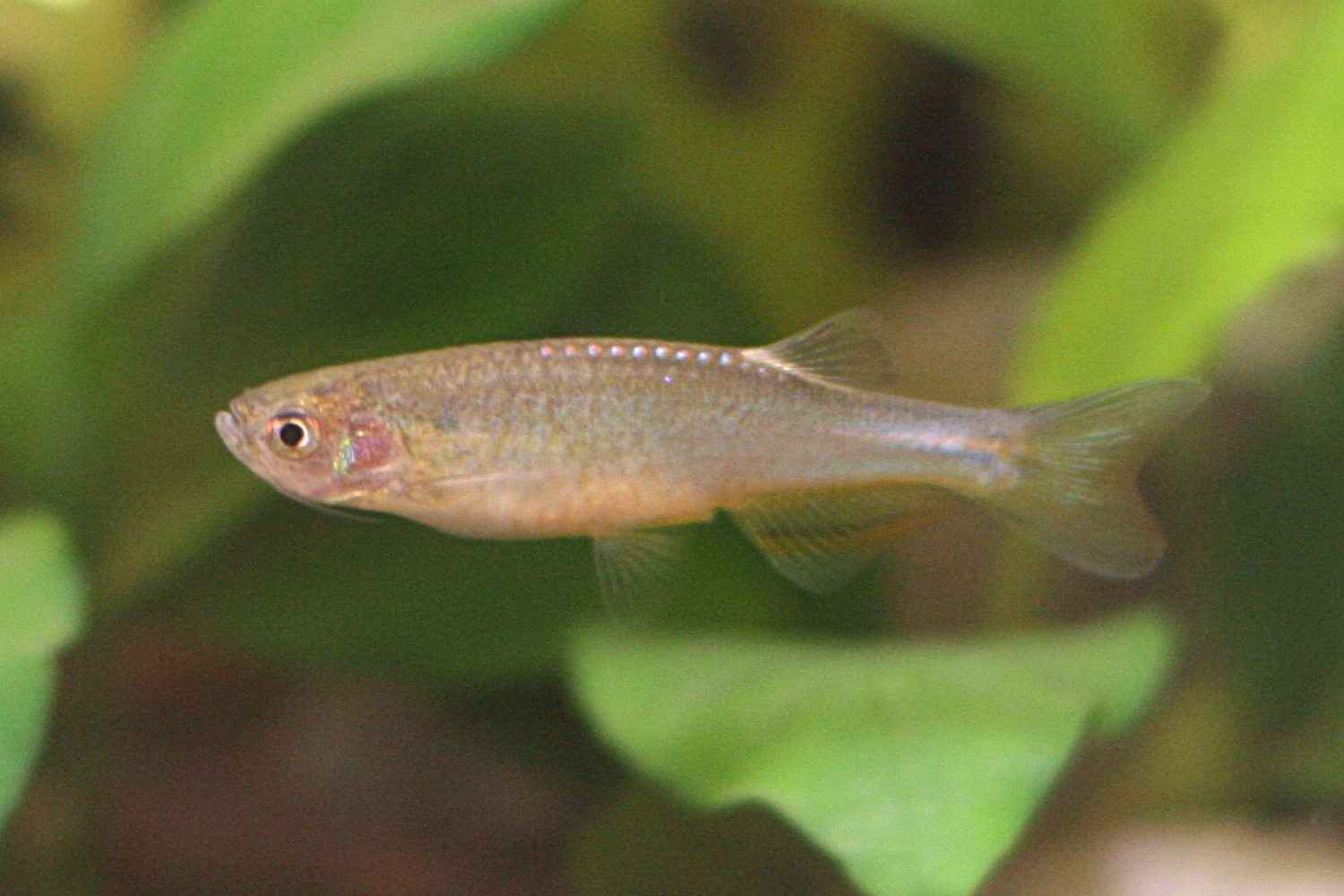
Danio roseus

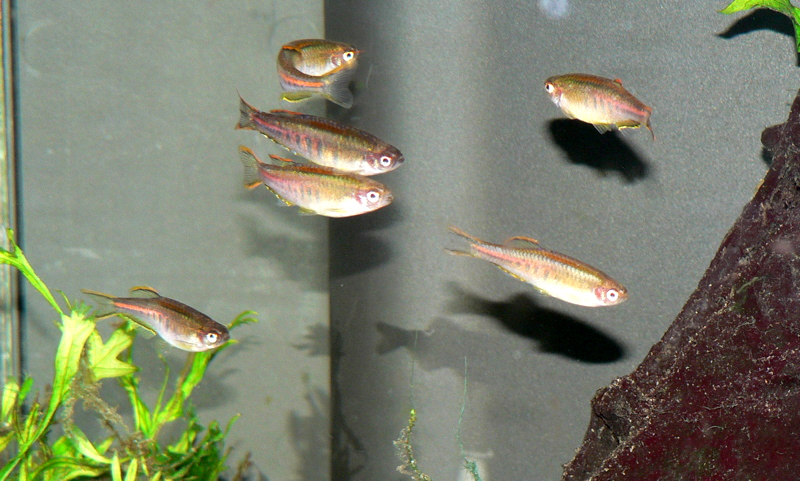
Exemplars de Danio choprai en un aquari

Danio és un gènere de peixos de la família dels ciprínids i de l'ordre dels cipriniformes.

## Morfologia
- Segons l'espècie, la longitud total pot variar entre els 4 i els 15 cm.
- Moltes espècies són molt acolorides.[2]

## Alimentació
Mengen petits insectes aquàtics, crustacis i cucs. Els alevins es nodreixen de plàncton.

## Distribució geogràfica
Són originaris dels rius de l'Àsia Sud-oriental, però han esdevingut populars arreu del món com a peixos d'aquari.

## Taxonomia
- Danio albolineatus (Blyth, 1860)
- Danio choprai (Hora, 1928)
- Danio dangila (Hamilton, 1822)
- Danio feegradei (Hora, 1937)
- Danio kerri (Smith, 1931)
- Danio kyathit (Fang, 1998)[3]
- Danio margaritatus (Roberts, 2007)
- Danio muongthanhensis (Nguyen, 2001)[4]
- Danio nigrofasciatus (Day, 1870)
- Danio rerio (Fowler, 1934)
- Danio roseus (Fang & Kottelat, 2000)[5][6][7][8][9][10][11][12][13][14]